# Ernino D'Agostino
Ernino D'Agostino (Caracas, 6 ottobre 1960 – Teramo, 4 novembre 2015) è stato un politico italiano.

## Biografia
Sposato, discendente da una famiglia italo-venezuelana, è stato consigliere comunale di Teramo, segretario provinciale dei Democratici di Sinistra e assessore provinciale.
Alle elezioni provinciali del 14 giugno 2004 viene eletto Presidente della provincia di Teramo. Nelle elezioni del 7 giugno 2009 non riesce ad essere confermato per un eventuale altro mandato, contro l'esponente del Popolo della Libertà Valter Catarra. È stato coordinatore del progetto "Interreg" che impegna le 12 province costiere dell'Adriatico centro-meridionale per progetti di cooperazione internazionale.